# Idaea cineraria
Idaea cineraria är en fjärilsart som beskrevs av Bang-haas 1907. Idaea cineraria ingår i släktet Idaea och familjen mätare. Inga underarter finns listade i Catalogue of Life.